# Lambárfjall (berg i Island, lat 65,79, long -18,52)
Lambárfjall är ett berg i republiken Island. Det ligger i regionen Norðurland eystra, 240 km nordost om huvudstaden Reykjavík. Toppen på Lambárfjall är 1 255 meter över havet.
Trakten runt Lambárfjall är nära nog obefolkad, med mindre än två invånare per kvadratkilometer. Närmaste större samhälle är Dalvík, omkring 19 kilometer norr om Lambárfjall. Trakten runt Lambárfjall består i huvudsak av gräsmarker.